# Louis Robichaud

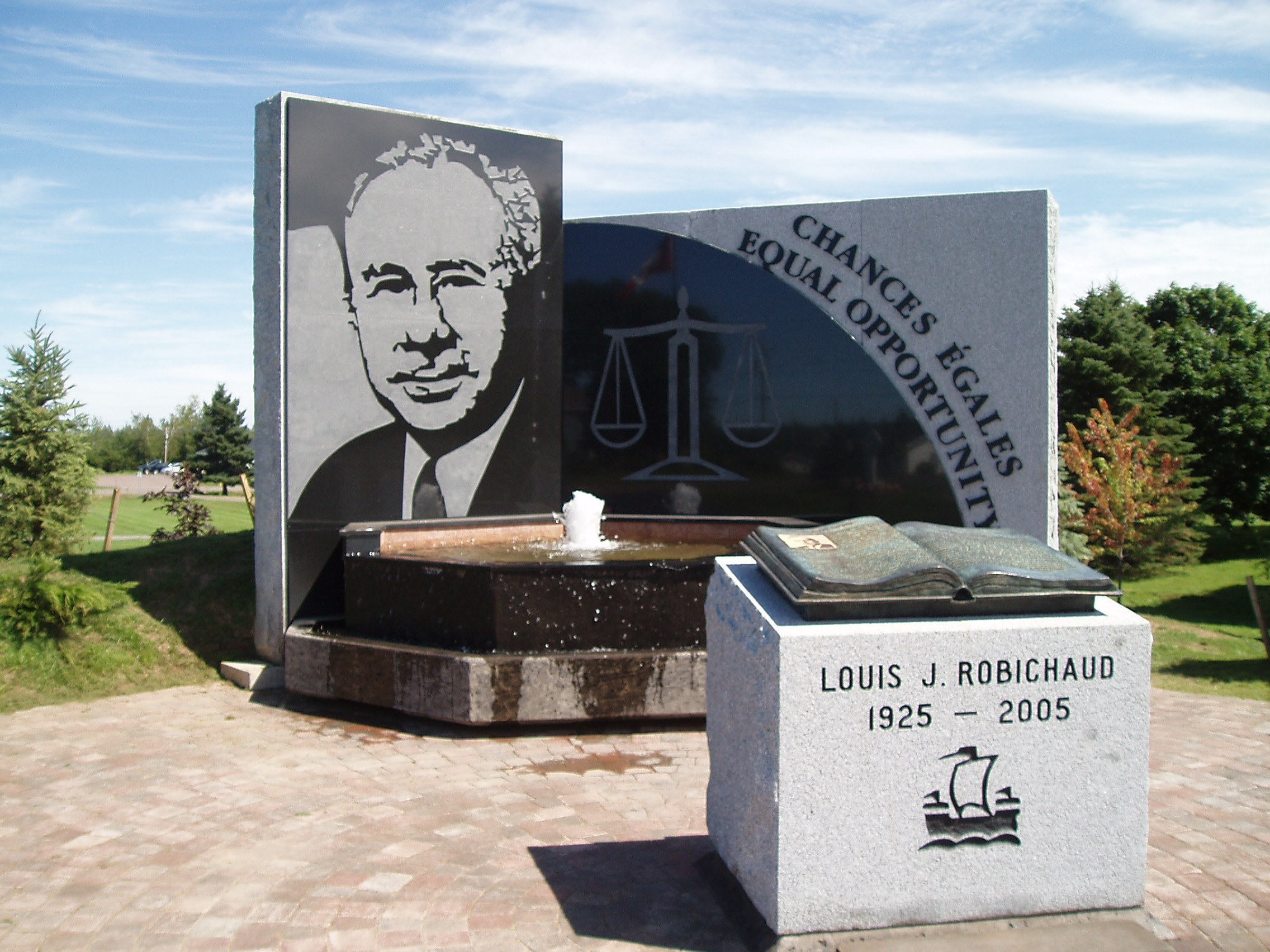
Gedenkmonument für Louis Robichaud in seiner Heimatstadt Saint-Antoine

Louis Joseph Robichaud, PC, CC, ONB, QC (* 21. Oktober 1925 in Saint-Antoine, New Brunswick, Kanada; † 6. Januar 2005 ebenda) war ein kanadischer Politiker und Premierminister von New Brunswick.

## Biografie
Robichaud begann seine politische Laufbahn, als er als Kandidat der New Brunswick Liberal Association im Alter von 27 Jahren bei den Wahlen zur Legislativversammlung von New Brunswick am 22. September 1952 erstmals zum Abgeordneten gewählt wurde. Im Oktober 1958 wurde er zum Vorsitzenden der New Brunswick Liberal Association, der Organisation der Liberalen Partei Kanadas in der Provinz, gewählt und war bei den Wahlen zur Legislativversammlung am 27. Juni 1960 deren Spitzenkandidat.
Nachdem die Liberalen erstmals seit 1948 wieder die Mehrheit der Mandate erhielten, wurde Robichaud am 12. Juli 1960 Premierminister von New Brunswick. Dieses Amt bekleidete er nach den Wahlerfolgen seiner Partei bis zum 11. November 1970. Er war damit nach Peter Veniot der erste Premierminister seit den 1920er Jahren, der zu den Akadiern mit bretonisch-normannischen Vorfahren gehörte.
Als Premierminister führte er das umstrittene Chancengleichheitsprogramm (Equal Opportunity Program) ein. Zu Beginn seiner Amtszeit waren die Gemeinden und Bezirke im akadischen Norden der Provinz wegen der am Rande des Bankrotts liegenden Lage der öffentlichen Haushalte durch unterdurchschnittliche Dienstleistungen von der Schulausbildung bis zur Gesundheitsfürsorge geprägt. Das Chancengleichheitsprogramm führte zu Veränderungen der gesamten Steuer- und Sozialstrukturen der Provinz mit dem Ergebnis, dass die Zuständigkeit für Bildung, Krankenhauswesen, Wohlfahrt und Justiz unter die Zuständigkeit der Provinzregierung fiel, um sicherzustellen, dass alle Einwohner der Provinz gleichen Zugang zu diesen Dienstleistungen erhielten.
Der wegen seiner geringen Körpergröße „Little Louis“ genannte Robichaud erreichte darüber hinaus landesweite Bekanntheit durch die Verabschiedung des Offiziellen Amtssprachengesetzes (Official Languages Act) von 1969, in dem die Regelung der Bundesregierung zur Zweisprachigkeit in Kanada für die Provinz übernommen wurde.
1965 kam es zu einem Eklat zwischen den im Parlament vertretenen Parteien wegen der Einführung einer neuen Flagge von New Brunswick. 
Nach zehnjähriger Amtszeit erlitt seine Partei bei den Wahlen zur Legislativversammlung am 26. Oktober 1970 eine Niederlage und erreichte nur 26 der 58 Parlamentssitze. Am 11. November 1970 folgte ihm Richard Bennett Hatfield von der Progressive Conservative Party of New Brunswick als Premierminister der Provinz. Kurze Zeit später legte er sein Mandat in der Legislativversammlung nieder.
Am 21. Dezember 1973 wurde er auf Vorschlag von Premierminister Pierre Elliott Trudeau zum Vertreter von New Brunswick im Senat von Kanada ernannt und gehörte diesem bis zum 21. Oktober 2000 an. Als Vertreter der Liberalen Partei widmete er sich dabei insbesondere den Interessen der akadischen Region L'Acadie.
Für seine Verdienste wurde er unter anderem zum Companion des Order of Canada ernannt.